# 돈 루스

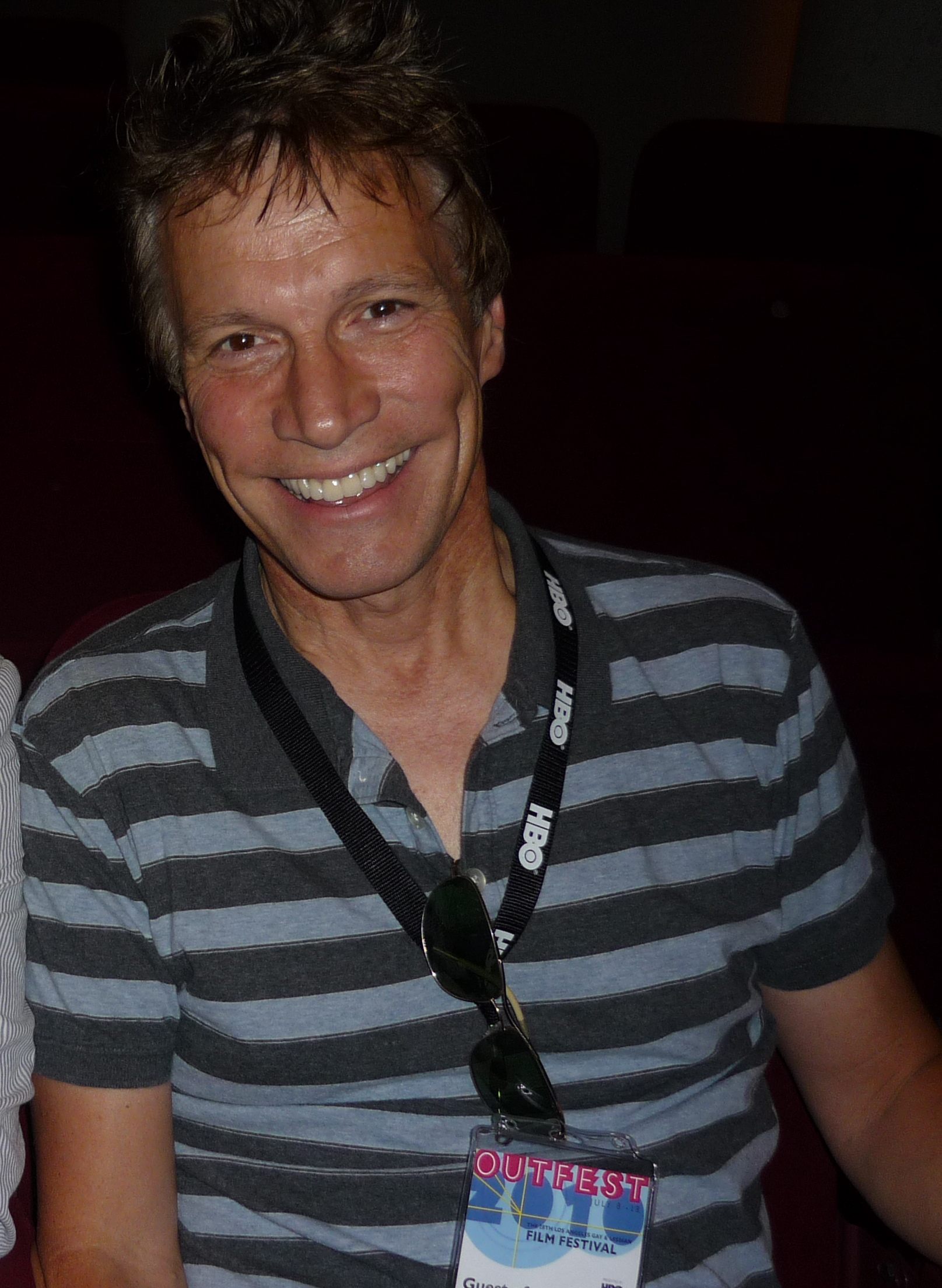

도널드 폴 루스(Donald Paul Roos, 1955년 4월 14일 ~ )는 미국의 각본가이자 영화 감독이다.

## 생애
뉴욕에서 태어났다. 인디애나주 노터데임 대학교를 다녔다. 졸업 후 로스엔젤레스로 건너가 텔레비전 각본 경력을 쌓았다. 1992년 첫 주요 영화 각본인 《러브 필드》를 썼다.

## 작품 목록

### 영화 연출
- 섹스의 반대말 (1998) - 각본 겸임
- 바운스 (2000) - 각본 겸임

### 영화 각본
- 러브 필드 (1992)
- 위험한 독신녀 (1992)
- 보이즈 온 더 사이드 (1995)
- 디아볼릭 (1996)
- 말리와 나 (2008)
- 건지 감자껍질파이 북클럽 (2018)